# Orléans-Rothelin
Das Adelsgeschlecht Orléans-Rothelin war eine illegitime Nebenlinie des Hauses Orléans-Longueville.

## Geschichte
Der Name der Familie geht auf den Adelstitel Marquis de Rothelin (bzw. Rottelin) zurück, der zuerst vom Haus Baden und dann der Familie Orléans-Longueville getragen wurde. Der Titel, übersetzt „Markgraf von Rötteln“, bezieht sich auf die oberrheinische Markgrafschaft Hachberg-Sausenberg mit dem Zentrum Rötteln, die jedoch niemals im Besitz der Orléans-Dynastie war.

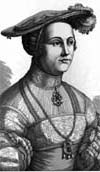
Jeanne de Hochberg

Die Bezeichnung geht zurück auf Rudolf IV. (1426/27–1487), Markgraf von Hachberg-Sausenberg und Graf von Neuenburg aus dem Haus Baden, der am burgundischen Hof als „Rodolphe de Hochberg, marquis de Rothelin“ auftrat. Sein Sohn Philipp („Philippe de Hochberg, marquis de Rothelin“) machte in französischen Diensten Karriere und stieg bis zum Marschall von Burgund und Gouverneur der Provence auf. Aus seiner Ehe mit Marie von Savoyen ging nur die Tochter Johanna hervor, was dazu führte, dass mit Philipps Tod 1503 die Markgrafschaft Hachberg-Sausenberg per Erbvertrag (Röttelsches Gemächte) an die badische Hauptlinie zurückfiel.
Johanna, verheiratet mit Louis I. d’Orléans, premier duc de Longueville, wurde allerdings Gräfin von Neuenburg („Jehanne, comtesse souveraine de Neuchâtel“). Ihr Ehemann nannte sich iure uxoris ebenfalls Marquis de Rothelin, focht im Namen seiner Frau den Erbvertrag mit dem badischen Markgrafen an und machte mit Unterstützung des französischen Königs und einiger eidgenössischer Stände (erfolglos) Ansprüche auf die Markgrafschaft geltend.
Nach dem Tod Johannas 1543 übernahm ihr einziger überlebender Sohn François den Marquis-Titel und hielt die Ansprüche aufrecht. Aus einer unehelichen und nicht standesgemäßen Verbindung zwischen François und  Françoise Blosset ging ein Sohn, ebenfalls François genannt und bekannt als „Bâtard de Rothelin“, hervor. Dieser erhielt von seinem Vater dessen Titel Marquis de Rothelin und begründete damit die Nebenlinie Orléans-Rothelin. Begütert war die Nebenlinie in Varenguebec, Neaufles-Saint-Martin und Heuqueville in der Normandie.
1581 legte Marie de Bourbon für das Haus Orléans-Longueville den Streit mit dem Haus Baden-Durlach nach einer Zahlung von 225.000 Gulden bei. Das Haus Orléans-Rothelin führte allerdings weiterhin den Titel marquis de Rothelin.

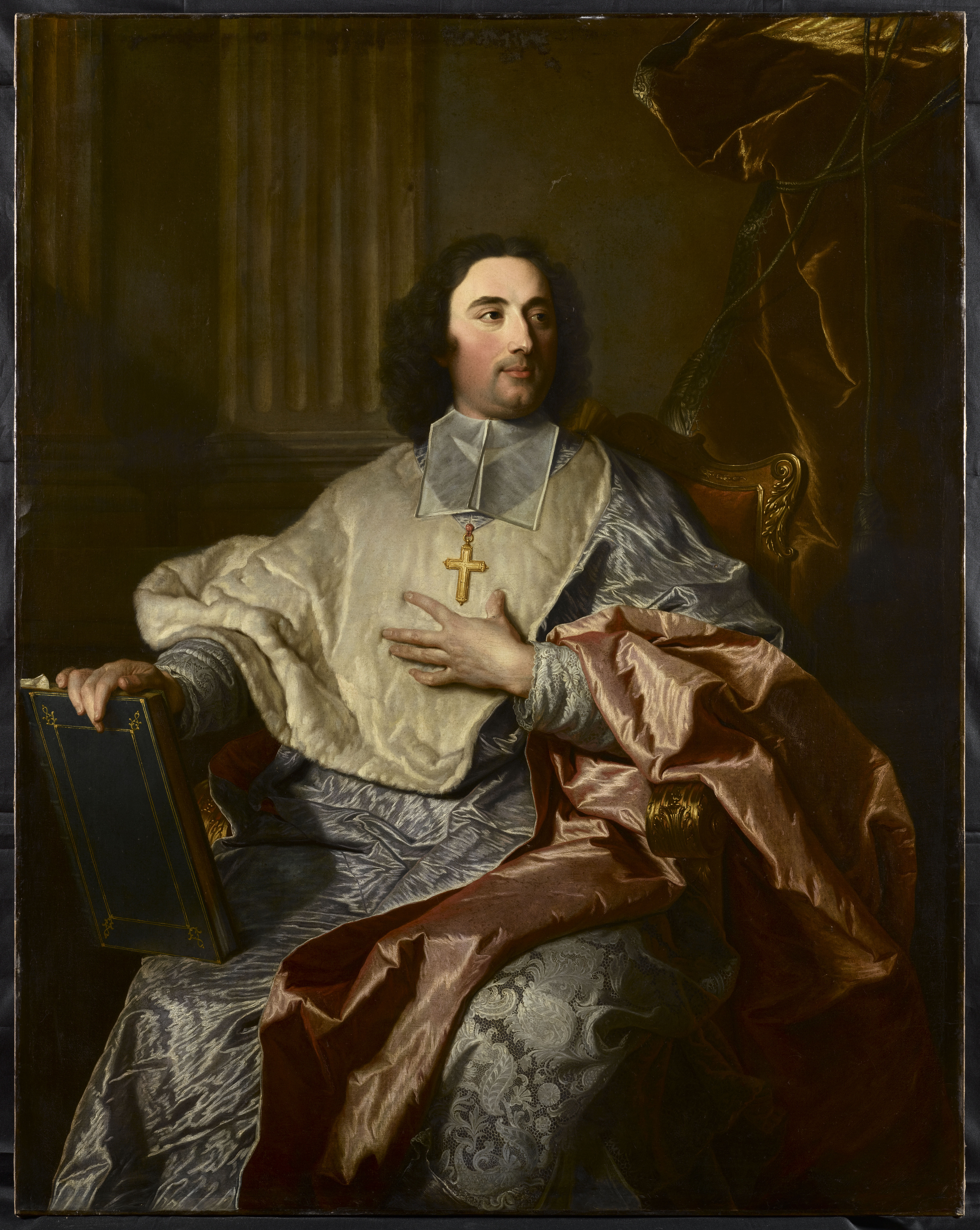
Charles d'Orléans de Rothelin - „l’Abbé de Rothelin“.

Die Familie Orléans-Rothelin hatte in männlicher Linie bis Mitte des 18. Jahrhunderts bestand, der Familienname erlosch 1818 mit Françoise-Dorothée, comtesse de Rothelin, der Ehefrau des Staatsmannes Timoléon de Cossé-Brissac. Wohl bekanntestes Mitglied der Familie war der Gelehrte Charles d’Orléans de Rothelin, genannt „l’Abbé de Rothelin“. Auf die Familie geht das Pariser Hôtel de Rothelin-Charolais zurück. Kein Zusammenhang besteht hingegen mit dem fiktiven Eugène de Rothelin aus dem gleichnamigen Werk der Adélaïde de Souza.

## Stammliste (Auszug)
1. François d’Orléans-Longueville, marquis de Rothelin (1513–1548), Sohn von Louis I. und Johanna, Enkel von Markgraf Philipp; 
uneheliche Verbindung mit Françoise Blosset, dame de Colombières et du Plessis Paté, Schwester von Jean Blosset => zu den ehelichen Nachfahren mit Jacqueline de Rohan siehe Orléans-Longueville
  1. François († 1600), „le Bâtard de Rothelin“, ⚭ 1582 Catherine du Val
    1. Henri I. (1583–1651),  ⚭ Catherine Henriette de Loménie
      1. Marc Antoine († 1644), ⚭ Anne de Bauquemare
      2. Henri Auguste († 1698), ⚭ 1) Marie Le Bouteiller de Senlis, ⚭ 2) Marie Thérèse de Conflans
        1. (aus erster Ehe) Henri II. (1655–1691), ⚭ Gabrielle Eléonore de Montault
          1. Françoise Gabrielle (* 1676), Äbtissin von Valogne und Saint-Auzony d'Angoulême
          2. Suzanne (1677–1751), ⚭ Charles Martel de Clère
          3. Philippe (1678–1715)[3]
          4. Radegonde (1649–1698), ⚭ Marc Auguste de Briquemault
          5. Alexandre (1688–1764), ⚭ 1) Marie Philippe Henriette Martel de Clère, ⚭ 2) Marie Catherine de Roncherolles
            1. (aus zweiter Ehe) Marie Henriette (1744–nach 1792/1820?), ⚭ Charles Jules de Rohan-Rochefort
            2. (aus zweiter Ehe) Françoise Dorothée (1752–1818), ⚭ Hyacinthe-Hughes Timoléon de Cossé-Brissac => mit Françoise Dorothée endet das Geschlecht

          6. Charles (1691–1744), „l'Abbé de Rothelin“

        2. (aus erster Ehe) Marie Jeanne Catherine Henriette († 1688), ⚭ 1) Maximilien François de Béthune d’Orval, ⚭ 2) Claude François Bourdin d’Assy

      3. François (1627–1686), comte de Rothelin, ⚭ Charlotte de Biencourt, dame de Chauvincourt
        1. Jean François Antoine (1668–1695, gefallen)
        2. Léonor Gabriel Jean Baptiste (1672–1690, gefallen bei Beachy Head), „le Chevalier de Rothelin“
        3. François Marie Antoine Alexis († 1728)
        4. Anne († 1684)

      4. Gabriel († 1714), Abt von Notre-Dame de Josaphat bei Chartes
      5. Marie Catherine, Nonne in der Abtei Chelles
      6. Marie Madeleine († 1694)

    2. Léonor († 1628 bei La Rochelle)
    3. Catherine, Nonne in Fontevrault
    4. Henriette, ⚭ Louis de Coëtquen

Quellen: